# Getting Into Heaven
Getting Into Heaven è un film del 1970, diretto da Edward L. Montoro.

## Trama
Heaven, Sin e Karen sono tre modelle che vogliono entrare nel mondo del cinema cercando di convincere il produttore Salacity, ma quest'ultimo è interessato alle ragazze solo per i suoi scopi.